# Saurauia montana
Saurauia montana là một loài thực vật thuộc họ Actinidiaceae, phân bố ở Honduras, Costa Rica, và Panama. Nó có độ cao 3 đến 10 m.